# Bertil Ohlson
Bertil Gustaf Emanuel Ohlson (Kristianstad, Escània, 22 de gener de 1899 – Linköping, 6 de setembre de 1970) va ser un atleta suec que va competir a començaments del segle xx.
El 1920 va prendre part en els Jocs Olímpics d'Anvers, on disputà dues proves del programa d'atletisme. En el decatló guanyà la medalla de bronze, mentre en l'altra prova combinada, el pentatló, finalitzà en setena posició.
El 1922 fou campió nacional de decatló.